# Jean Malaurie
Jean Noël Léonard Malaurie (Magonza, 22 dicembre 1922 – Dieppe, 5 febbraio 2024) è stato un esploratore, geografo, cartografo ed etnologo francese.

## Biografia

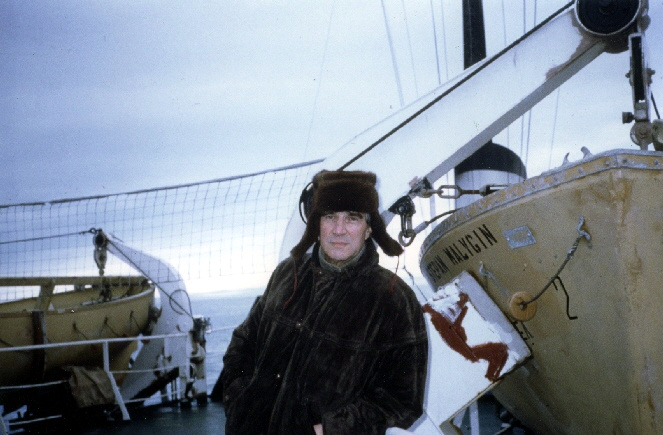
Jean Malaurie accanto alla nave idrografica sovietica, al largo di Uėlen, durante la sua spedizione in Čukotka, agosto 1990

Malaurie e l'Inuit Kutsikitsoq furono i primi due uomini a raggiungere il Polo Nord magnetico il 29 maggio 1951 su una slitta.
Nel 1957 Malaurie divenne direttore del Centro di studi artici di Parigi; negli anni successivi organizzò spedizioni in Lapponia, Iacuzia, Groenlandia, ecc.
Nel 1963 pubblicò la sua opera geografica più celebre, le Esplorazioni cartografiche nella Groenlandia occidentale.
Fu direttore degli studi presso l'École des Hautes Etudes en Sciences Sociales (EHESS), nonché direttore e fondatore della collana "Terre Humaine" presso l'editore Plon, inaugurata nel 1954 con il suo libro "Gli ultimi re di Thule" dedicato al popolo Inuit.
Jean Malaurie morì a Dieppe il 5 febbraio 2024 all'età di 101 anni.

## Pubblicazioni tradotte in Italia
- Terra madre. In omaggio all'immaginario della nazione Inuit (2017, a cura di Giulia. Bogliolo Bruna EDUCatt Università Cattolica EAN 9788893352239; ISBN 8893352230);
- Gli ultimi re di Thule. Con gli esquimesi del Polo di fronte al loro destino (1982, Jaca Book, ISBN 9788816260016);
- Gli ultimi re di Thule. Vita quotidiana degli esquimesi (1982, Mondadori, EAN 9788804342670);
- Gli ultimi re di Thule. Con gli esquimesi del Polo di fronte al loro destino. Nuova ediz. (2019, Jaca Book, EAN 9788816415188).
- Magia bianca. Gli ultimi re di Thule (1956, Baldini e Castoldi)